# ديفيد مورليس
ديفيد مورليس (David Morales) من مواليد 21 أغسطس 1962.هو دي جي و منتج أسطوانات أمريكي فائز بجائزة الغرامي .

## روابط خارجية
- ديفيد مورليس على موقع IMDb (الإنجليزية)
- ديفيد مورليس على موقع ميوزك برينز (الإنجليزية)
- ديفيد مورليس على موقع ميوزك برينز (الإنجليزية)
- ديفيد مورليس على موقع ميوزك برينز (الإنجليزية)
- ديفيد مورليس على موقع أول ميوزيك (الإنجليزية)
- ديفيد مورليس على موقع ديسكوغز (الإنجليزية)